# Sami Vänskä
Sami Vänskä (født 26. september 1976) er tidligere medlem af den finske power metalgruppe Nightwish. Han var medlem fra 1998 til 2001.